# Politologia religii
Politologia religii – dział politologii, wyodrębniony w ostatnich dziesięcioleciach XX wieku.

## Pola badań
Podstawowymi polami badań politologii religii są:
- Zależności zachodzące pomiędzy zjawiskami politycznymi i wiarą w sacrum, jako kluczowe kwestie dla zrozumienia funkcjonowania państwa, władzy politycznej, życia publicznego, systemu prawa itd, w efekcie podziału gatunku ludzkiego na podmioty podlegające mobilizacji do walki o porządek świata[1].
- Wszystko co znajduje się w obrębie nauczania religii i religijnej praktyki co ma bezpośrednią polityczną zawartość i przesłanie. Na przykład religijne zrozumienie: władzy, mocy, politycznego autorytetu, państwa, politycznego organizowania, wojny, pokoju itp.
- Wszystko co znajduje się w obrębie religijnego zachowania i religijnej praktyki a co nie ma bezpośredniej politycznej zawartości i przesłania, ale ma bezpośrednie polityczne konsekwencje. Na przykład: budowa budynków sakralnych, pielgrzymki itp.
- Stanowiska aktorów politycznych w wąskim sensie wobec religii i organizacji religijnych. Na przykład: stanowiska partii politycznych i grup nacisku wobec religii i organizacji religijnych.
- Wszystko co znajduje się na pozór w granicach społeczeństwa świeckiego, co nie ma żadnych religijnych motywacji ale wywołuje religijne konsekwencje.

Na przykład: jeśli w jednym wielo-wyznaniowych społeczeństwie wyznawcy jednej z religii zdobędą monopol nad jedną z gałęzi gospodarki, to pociąga za sobą polityczne konsekwencje.
Politologia religii jest wykładana blisko na wszystkim wydziałach lub instytutach nauk politycznych w Stanach Zjednoczonych. W granicach amerykańskiego stowarzyszenia nauk politycznych swoją sekcję posiada „Religia i polityka”. W Europie coraz częściej na uczelniach znajduje się katedra Politologii Religii, a na Bałkanach i we Wschodniej Europie po raz pierwszy zagościła na Uniwersytecie w Belgradzie w 1993 roku. Także w Serbii od 2007 roku ukazuje się pierwszy poświęcony problemowi religii i polityki periodyk naukowy „Politikologija religije”, którego wydawcą jest „Centrum studiów nad religią i tolerancją wyznaniową” (Centar za proučavanje religije i versku toleranciju”, którego redaktorem naczelnym jest Miroljub Jevtić.

## Literatura
- Berkley Center for Religion, Peace, and World Affairs at Georgetown University, http://berkleycenter.georgetown.edu
- Мирољуб Јевтић, Религија и политика-увод у политикологију религије , стр.15 Институт за политичке студије и Факултет политичких наука, Београд,2002 ISBN 86-7419-048-0
- Miroljub Jevtic,Political Science and Religion,Политикологија религије, бр.1/2007 Вол.I, стр.63-64, Београд,ISSN 1820-6581;или https://web.archive.org/web/20081120024645/http://www.politicsandreligionjournal.com/PDF/broj1/Political_science_and_religion.pdf
- Miroljub Jevtic,Religion as Political Science Research Subject,Религия и политика, стр.45-46, Благоевград,2005,ISBN 954-8118-39-4
- Miroljub Jevtic,Nabozenstvo a politika:Teoreticky Pristup, Rocenka Ustavu pre vztahy statu a cirkvi,Bratislava,2008, Slovakia,pp.104-105,ISBN
- Miroljub Jevtic, Religion and Power-Esseys on Politology of Religion, ed. Prizren : Dioceze of Ras-Prizren and Kosovo-Metohija, Belgrade : Center for study of religion and religious tolerance, 2008,ISBN 978-86-82323-29-7,COBISS.SR-ID:153597452, стр.268-269
- Skarzyński Ryszard, Mobilizacja polityczna. Współpraca i rywalizacja człowieka współczesnego w wielkiej przestrzeni i długim czasie, Warszawa 2011.